# Karekan
Karekan is een bestuurslaag in het regentschap Banjarnegara van de provincie Midden-Java, Indonesië. Karekan telt 2832 inwoners (volkstelling 2010).